# Sadakheri
Sadakheri o Sheogarh fou un estat tributari protegit a l'agència de Malwa, Índia central.
La superfície era de 5 km² i la població de 445 habitants el 1901. Els ingressos s'estimaven el mateix any en 42.000 rúpies. El sobirà portava el títol de thakur i era un rajput rathor. Rebia tankahs de Gwalior i Indore.